# Paraceratoppia meridionalis
Paraceratoppia meridionalis är en kvalsterart som beskrevs av Rjabinin 1982. Paraceratoppia meridionalis ingår i släktet Paraceratoppia och familjen Ceratoppiidae. Inga underarter finns listade i Catalogue of Life.